# Договори Ансей

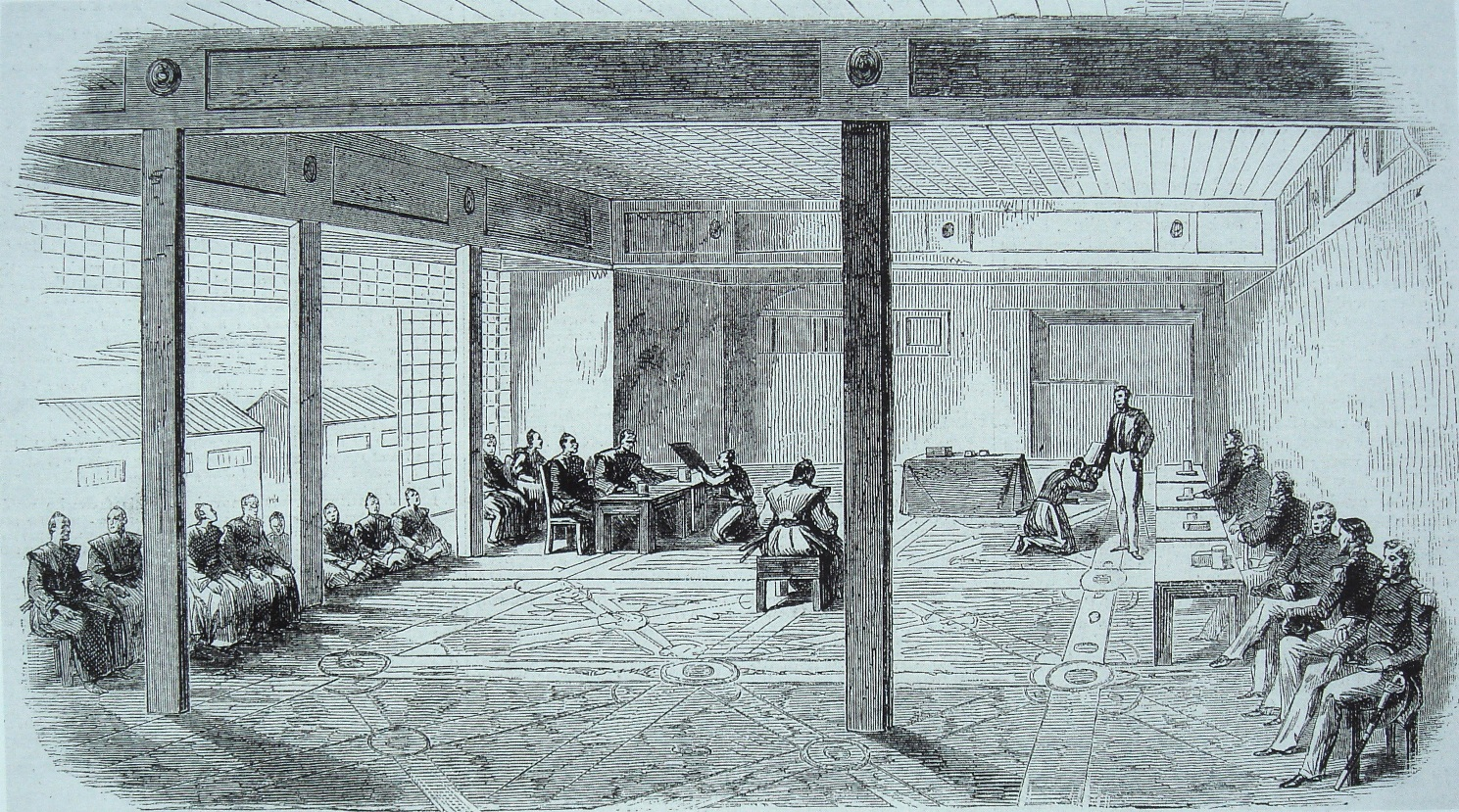
Підписання японсько-французького договору про дружбу і торгівлю.

Договори епохи Ансей інша назва Ансейські договори (яп. 安政五カ国条約, あんせいごかこくじょうやく, ансей ґокакоку дзьояку) — узагальнювальна назва п'яти нерівноправних договорів «про дружбу і торгівлю», що були підписані 1858 року (5 року епохи Ансей) між японським сьоґунатом Токуґава та п'ятьма західними державами: США, Голландією, Росією, Великою Британією та Францією. Названі за іменем девізу імператорського правління Ансей (1854—1860).

## Короткі відомості
Після підписання між Японією та США Канаґавського договору 1854 року, в японському порту Сімода в провінції Ідзу було засноване американське консульство. 1856 року до нього був новопризначений перший консул США Тоунсенд Гарріс, завданням якого було схилити сьоґунат Токуґава до підписання японсько-американського договору про торгівлю. Вимоги американської сторони збіглися в часі із Другою опіумною війною в сусідньому Китаї, в ході якої Велика Британія та Франція вимагали від пекінського уряду розширення своїх прав на торгівлю. Під тиском США та міжнародних обставин японці погодились на пропозицію Гарріса та відправили Іноуе Кійонао, урядника Сімоди, для випрацювання тексту японсько-американського договору. В лютому 1858 року чорновий варіант документу був готовий, проте його підписання затягувалася через позицію Імператорського двору, який виступав проти будь-яких контактів із іноземцями і не давав свого монаршого дозволу на укладання договору. Незважаючи на протести, голова сьоґунатського уряду Ії Наосуке капітулював перед наполегливістю Гарріса й дав вказівку підписати угоду з американцями, нехтуючи позицією двору. В результаті, 29 липня 1858 року, на борту американського корабля «Повхатан» японська делегація на чолі з Іноуе та делегація США на чолі з Гаррісом уклали японсько-американський договір про дружбу і торгівлю.
Японсько-американський договір складався з 14 статей. Він передбачав:
- (1) відкриття Японією для громадян США додаткових портів Канаґава (В обмін на відкриття Канаґави порт Сімода ставав закритим для американців), Наґасакі, Ніїгата та Хьоґо, а також відкриття міст Едо та Осаки;
- (2) прийняття Японією системи вільної торгівлі (фрітрейдерства);
- (3) заснування у відкритих портах поселень та кварталів розваг для громадян США;
- (4) надання Японією права екстериторіальності та консульською юрисдикції для мешканців поселень у відкритих портах;
- (5) заснування японсько-американської комісії, яка мусила встановлювати мит на товари, що імпортувалися до Японії.

В результаті підписання договору японський уряд втрачав можливість притягати громадян США за злочини, скоєні в Японії, і карати їх відповідно до японського законодавства. Він також позбувався митної автономії, тобто суверенного права самостійно встановлювати мита на імпортні товари, і таким чином захищати національного виробника. Ці положення визначали нерівноправний характер договору.
Після укладання японсько-американської угоди, Японія була змушена того ж року підписати договори аналогічного змісту з іншими європейськими державами: Голландією (18 серпня), Росією (19 серпня), Великою Британією (26 серпня) та Францією (9 жовтня). Через те, що ці договори були укладені без згоди Імператора Японії, за самовільним рішенням Ії Наосуке, їх називали «тимчасовими». Факт укладання цих документів спровокував посилення антиїноземних й антиурядових настроїв в Японії. Для їхнього придушення сьоґунат розпочав політичні репресії, які безуспішно закінчилися вбивством самого ініціатора репресій Ії Наосуке.
Договори стали чинними лише з 1865 року після Імператорської ратифікації. Японська сторона змогла скасувати їх після реставрації Мейдзі, протягом 1894—1899 років. Митна автономія Японії була відновлена лише 1911 року.

## Договори
- 29 липня 1858: японсько-американський договір про дружбу і торгівлю.
- 18 серпня 1858: японсько-голландський договір про дружбу і торгівлю.
- 19 серпня 1858: японсько-російський договір про дружбу і торгівлю.
- 26 серпня 1858: японсько-британський договір про дружбу і торгівлю.
- 9 жовтня 1858: японсько-французький договір про дружбу і торгівлю.

В радянській історіографії до договорів Ансей відносили також угоди Японії з іноземними державами, що були укладені до 1858 року:
- (1) Канаґавський договір (31 березня 1854) та Сімодський договори (21 червня 1854) із США.
- (2) Наґасакський договір із Великою Британією (14 жовтня 1854), дещо видозмінений під час обміну ратифікаційними грамотами (18 жовтня 1855).
- (3) Сімодський договір із Росією (7 лютого 1855).
- (4) Наґасакський договір із Голландією (9 листопада 1855).